# Teràpia amb cèl·lules mare
La teràpia o tractament amb cèl·lules mare és un tractament mèdic que consisteix a introduir cèl·lules generades fora de l'organisme cap a teixits danyats o alterats per tal de resoldre una malaltia. La capacitat d'aquestes cèl·lules mare de regenerar-se i induir la proliferació cel·lular de més cèl·lules amb petits graus de diferenciació

suposa una capacitat de generar teixits que puguin substituir els teixits danyats del cos o afectats per una malaltia, amb un risc mínim de rebuig immunitari i d'efectes secundaris.

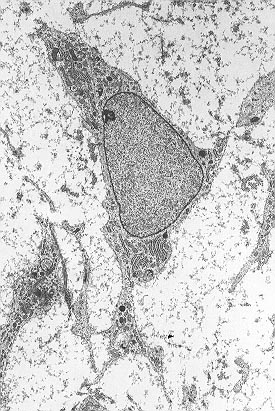
Cèl·lula mare mesenquimàtica

Els investigadors ja han avançat que les cèl·lules mare embrionàries i cèl·lules mare adultes podran aviat tractar el càncer, la diabetis tipus I, la malaltia de Parkinson, la malaltia de Huntington, la celíaca, l'aturada cardíaca, danys musculars, malalties neurològiques i altres. Tanmateix, abans que la teràpia amb cèl·lules mare pugui ser aplicada en un context clínic, és necessària una investigació més profunda per comprendre el comportament de les cèl·lules mare en trasplantaments i els mecanismes d'interacció amb el teixit danyat de l'entorn.

## Tractament
Des de la dècada de 1980 s'han utilitzat cèl·lules mare del moll de l'os, i més recentment, cèl·lules mare del cordó umbilical per tractar pacients de leucèmia i limfoma. Durant la quimioteràpia, la majoria de les cèl·lules en creixement moren a causa d'agents citotòxics. Aquests agents no distingeixen entre les cèl·lules canceroses i les cèl·lules mare hematopoètiques del moll de l'os. Aquest és l'efecte secundari de la quimioteràpia convencional que es pretén eliminar mitjançant el trasplantament de cèl·lules mare. El moll de l'os d'un donant sa permet introduir cèl·lules mare al cos del pacient que substitueixin les cèl·lules mortes durant el tractament.

### Lesions neuronals
Els accidents vasculars cerebrals i les lesions traumàtiques del cervell comporten la mort de les cèl·lules degut a la pèrdua de neurones i oligodendròcits del cervell. Els cervells adults que estan sans contenen cèl·lules mare neurals que es divideixen o bé per mantenir el mateix nombre de cèl·lules mare o bé per convertir-se en cèl·lules progenitores (cèl·lules amb la capacitat de diferenciar-se, però que no poden replicar-se indefinidament com les cèl·lules mare). Les cèl·lules progenitores dels animals adults sans migren en el cervell per portar a terme diferents funcions (principalment per mantenir les poblacions de neurones per l'olfacte. Tot i que el sistema de reparació sembla iniciar-se després d'un trauma al cervell, una reparació substancial és molt poc freqüent en adults, el que suggereix una manca de solidesa d'aquest. Les cèl·lules mare també podrien ser utilitzades per al tractament de la degeneració cerebral, com per exemple en les malalties de Parkinson o de l'Alzheimer.

### Càncer
El càncer cerebral és molt difícil de tractar amb les tècniques convencionals perquè s'estén molt ràpidament. Investigadors del Facultat de Medicina de la Universitat Harvard van trasplantar cèl·lules mare neurals d'humans en el cervell de rosegadors que prèviament havien rebut un tumor intracranial. Amb el pas dels dies, les cèl·lules havien migrat fins a la zona cancerosa i havien produït citosina deaminasa, un enzim que converteix un pro-medicament no tòxic en un agent quimioterapèutic. El resultat va ser que la substància injectada va ser capaç de reduir la massa del tumor en un 81%. Les cèl·lules mare no es van diferenciar ni es tornaren tumorals.
Les actuals teràpies contra el càncer estan dissenyades per matar les cèl·lules canceroses, amb tot, la quimioteràpia convencional no distingeix entre cèl·lules canceroses i altres cèl·lules (és a dir, en la quimioteràpia s'hi maten tant cèl·lules canceroses com cèl·lules no-canceroses). Aquí és on resideix la importància de l'ús terapèutic de les cèl·lules mare en el tractament del càncer (es podria eliminar la font de cèl·lules canceroses matant tan sols les cèl·lules mare que les provoquen). Les teràpies amb cèl·lules mare poden servir com tractaments eficients contra el càncer. Investigacions en el tractament de limfomes utilitzant cèl·lules mare adultes ja s'estan duent a terme i ja s'han provat amb humans. Essencialment, la quimioteràpia s'usa per a destruir completament els limfòcits del propi pacients i les cèl·lules mare injectades, reemplaçant eventualment el sistema immunitari del pacient amb el d'un donant sa.

### Lesions a la medul·la espinal
El 25 de novembre del 2003 un equip d'investigadors coreans varen informar del següent procediment que havien realitzat: van trasplantar cèl·lules mare adultes multipotents de la sang del cordó umbilical a una pacient que patia una lesió a la medul·la espinal. Després del procediment es va observar que la pacient va poder caminar pel seu compte sense dificultat després de no haver pogut posar-se en peu durant gairebé 19 anys. Per aquesta prova clínica sense precedents, els científics van aïllar les cèl·lules mare de la sang del cordó umbilical i després les varen injectar a la medul·la espinal on hi era la lesió.
Segons el tema publicat a The Week, Universitat de Califòrnia, el 7 d'octubre de 2005, els investigadors del centre Irvine (Universitat de Califòrnia) van trasplantar cèl·lules mare neurals multipotents humanes derivades dels fetus en ratolins prèviament paralitzats. Van observar que la recuperació estava relacionada amb la diferenciació de les cèl·lules trasplantades en noves neurones i oligodendròcits (aquests darrers, els quals formen la beina de mielina que envolta els axons, aïllen els impulsos neuronals i faciliten, per tant, la comunicació amb el cervell).
El gener del 2005, els investigadors de la Universitat de Wisconsin-Madison van diferenciar cèl·lules mare dels blastòcits humans en cèl·lules mare neurals, després en neurones motores prematures i finalment en neurones motores de la medul·la espinal (aquestes darreres són, en el cos humà, les cèl·lules que transmeten missatges des del cervell fins a la medul·la espinal i, per tant, intervenen en les funcions motor en la perifèria). Aquestes noves neurones motor generades van mostrar una activitat elèctrica, el marcatge de les neurones.
La transformació dels blastòcits cèl·lules mare en neurones motor havia eludit als investigadors durant dècades. Encara que les troballes de Zhang resulten contribucions significatives pel camp d'investigació, l'habilitat de les cèl·lules neurals trasplantades d'establir comunicació amb les cèl·lules veïnes resulta incerta. En conseqüència, els estudis amb embrions de pollastre com un organisme model poden ser una experiència efectiva per la prova de concepte.

### Danys cardíacs
Diversos assajos clínics orientats a les malalties del cor han demostrat que la teràpia amb les cèl·lules mare és segur, efectiu i igual d'eficient tractant infarts antics i recents.
Les teràpies amb cèl·lules mare adultes pel tractament de malalties cardíaques estaven comercialment disponibles en els cinc continents en l'últim recompte (2007).
Els possibles mecanismes per la recuperació inclouen:
- Generació de cèl·lules dels músculs del cor.
- Estimulació del creixement de nous vasos sanguinis per repoblar el teixit del cor danyat.
- Secreció de substàncies que estimulen el creixement cel·lular (factors de creixement).
- Assistència a través d'altres mecanismes.

És possible obtenir la diferenciació de cèl·lules adultes de la medul·la òssia en cèl·lules musculars del cor.

### Hematopoesi
Les malalties de les cèl·lules hematopoètiques es diuen hematopatologies. L'especificitat del repertori humà de cèl·lules immunitàries és el que permet que el cos humà es defensi dels antígens amb una ràpida capacitat d'adaptació. Amb tot, el sistema immunitari es torna vulnerable a la degradació durant la patogènesis d'una malaltia (és a dir, el desenvolupament d'una malaltia). Degut a la rellevància que juga el sistema immunitari sobre la defensa de tot l'organisme, la degradació d'aquest pot resultar fatal per l'organisme sencer.

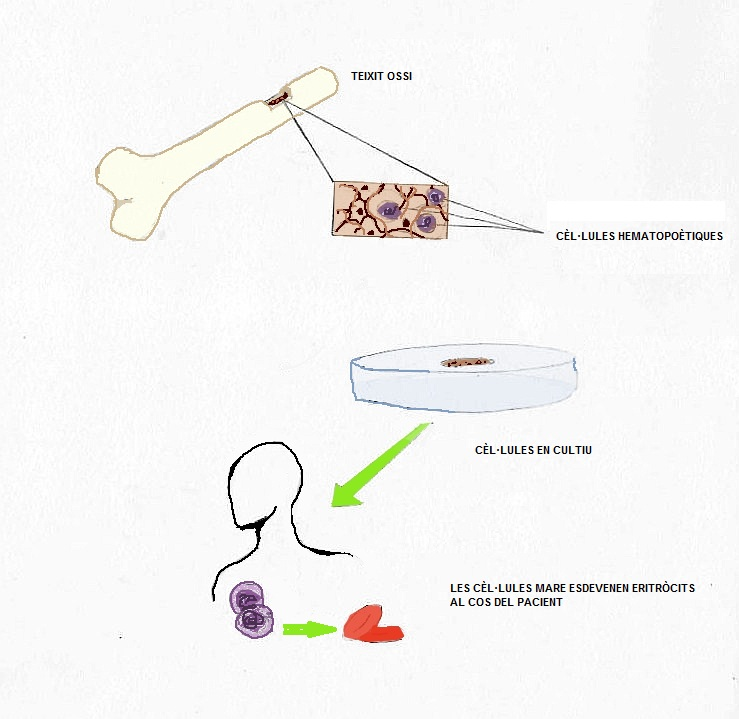
Tractament amb cèl·lules mare hematopoètiques

L'especificitat de les cèl·lules immunològiques és el que permet el reconeixement d'antígens estranys, el que dona lloc a nous reptes en els tractaments de malalties immunològiques. Per què els resultats d'un trasplantament siguin positius ha d'haver-hi una coincidència total, idèntica, entre donant i receptor. Però una coincidència total és molt poc freqüent, inclús entre membres d'una mateixa família.
Els glòbuls vermells adults humans poden ser generats ex vivo (és a dir, fora de l'organisme però en unes condicions iguals al medi natural) a partir de cèl·lules mare hematopoètiques, les quals són precursores dels glòbuls vermells. En aquests procés, les cèl·lules mare hematopoètiques creixen en conjunt amb les cèl·lules de l'estroma, en un medi creat que té les mateixes condicions de la medul·la òssia, el lloc natural de creixement dels glòbuls vermells. S'afegeix eritropoietina, un factor de creixement, que indueix que les cèl·lules mare completin la diferenciació terminal en glòbuls vermells. Noves investigacions sobre aquesta tècnica podrien aportar importants beneficis en les teràpies gèniques, en la transfusió de sang i en la medicina tòpica.

### Calvície
Els fol·licles pilosos també contenen cèl·lules mare. Això fa que alguns investigadors prediguin que la investigació en aquests fol·licles pugui conduir a exitosos tractaments contra la calvície a partir de la “multiplicació del cabell”, també coneguda com la “clonació del cabell”. El mecanisme d'aquest tractament consistiria a obtenir cèl·lules mare a partir de fol·licles ja existents, multiplicar els fol·licles en cultiu i després implantant aquests fol·licles nous en el cuir cabellut. Tractaments posterior podrien ser capaços de senyalitzar les cèl·lules mare fol·licles perquè alliberessin senyals químics a les cèl·lules fol·licles del voltant, les quals han anat desapareixent durant els procés d'envelliment, i aquestes respondrien a aquests senyals regenerant-se i tornant a produir cabell sa.

### Pèrdua de la dentadura
El 2004, científics del King's College London van descobrir una manera de cultivar una dent sencera en ratolins i també van aconseguir que creixessin de manera independent al laboratori. Els investigadors confien en que aquests descobriments podran servir per fer créixer una dentadura viva en els pacients humans. Amb tot, encara persisteixen molts reptes que s'han superar abans que les cèl·lules mare es puguin utilitzar com reemplaçament en el cas de la pèrdua d'una dent.

### Sordesa
L'investigador Stefan Heller ha informat que l'ús de cèl·lules mare embrionàries pot ser eficient en el creixement de les cèl·lules ciliades de la còclea.

### Ceguesa i danys visuals
Des de l'any 2003, alguns investigadors han trasplantat amb èxit cèl·lules mare de la còrnia a teixits oculars danyats per recuperar la visió. Utilitzant cèl·lules embrionàries, els investigadors han pogut fer créixer una fina capa de cèl·lules mare totipotents al laboratori. Quan aquestes capes eren trasplantades sobre el teixit danyat de còrnia, les cèl·lules mare estimulen nova reparació, reparant així la visió. L'últim desenvolupament semblant va ser el 2005, en què els investigadors del Queen Victoria Hospital de Sussex, Anglaterra, van poder reparar la visió de quaranta pacients utilitzant aquesta tècnica. El grup, dirigit pel Dr. Sheraz Daya, va utilitzar amb èxit cèl·lules mare adultes obtingudes dels mateixos pacients, de familiars, o fins i tot de cadàvers.
A l'abril del 2005, al Regne Unit es van trasplantar cèl·lules mare de la còrnia d'un donant d'òrgans a la còrnia de la pacient Deborah Catlyn, una dona que era cega d'un ull perquè li havien llançat àcid en una discoteca. La còrnia, que és la part transparent de l'ull, és un perfecte objecte de trasplantament. De fet, el primer trasplantament amb èxit fou de còrnia. L'absència de vasos sanguinis a la còrnia permet que aquesta sigui fàcil de trasplantar. La majoria dels trasplantaments de còrnia duts a terme avui dia són deguts a unes malalties degeneratives anomenades queratocons.
L'Hospital universitari de Nova Jersey va declarar que la freqüència d'èxit en el creixement de noves cèl·lules a partir d'un trasplantament de cèl·lules mare varia del 25% al 75%.
L'any 2009, al centre mèdic de la Universitat de Pittsburgh es va demostrar que cèl·lules obtingudes de còrnia humana poden reparar la transparència sense provocar una resposta de rebuig en còrnies de ratolins.

### Esclerosi lateral amiotròfica
Les cèl·lules mare han donat ha importants millores locomotores en rates amb una malaltia similar a l'Esclerosi lateral amiotròfica (ELA). En un model per a rosegadors que imita la forma humana de l'ALS, els animals van ser injectats amb un virus per a matar els nervis motors de la medul·la espinal que donen lloc al moviment. Els animals van rebre després cèl·lules mare a la medul·la, les quals van migrar als llocs danyats, contribuint a la regeneració dels nervis destruïts i a la restauració de la funció locomotora.

### GVHD i síndrome de Crohn
La companyia Osiris Therapeutics va dur a terme assagos clínics, esperats per a mitjans de 2008, amb la intenció de provar el seu fàrmac Prochymal, un derivat de la medul·la òssia dissenyat per a tractar principalment el GVHD i la malaltia de Crohn.

### Diabetis
Els pacients de diabetis perden la funció de les cèl·lules beta productores d'insulina al pàncrees. Es poden cultivar cèl·lules mare humanes i estimular-les perquè es desenvolupin amb la funció de produir insulina. Aquestes cèl·lules productores poden ser trasplantades al pacient. Tot i això, l'èxit clínic en aquesta mena de tractament depèn molt encara del desenvolupament dels següents procediments.
- Les cèl·lules trasplantades han de poder proliferar.
- Les cèl·lules trasplantades es diferencien de forma específica a la seva posició.
- Les cèl·lules trasplantades han de sobreviure a l'organisme del pacient receptor.
- Les cèl·lules trasplantades s'han d'integrar al teixit-objectiu i al funcionament intern del pacient per a recuperar la seva funció.

### Ortopèdia
Fins ara, la literatura científica centrada en el tractament de l'aparell locomotor s'ha concentrat en les cèl·lules mare mesenquimàtiques. Centeno et al. han publicat proves de RMN en les que es demostra l'augment en volum del cartílag i el menisc en diversos individus. Els resultats dels estudis demostren que aquest tipus de tractament és molt segur, ja que les plicacions associades són mínimes.
Wakitani també ha publicat una petita sèrie de casos clínics que cobreixen nou defectes còndrics en cinc genolls diferents el tractament dels quals va implicar trasplantaments quirúrgics de cèl·lules mesenquimàtiques.

### Procés natural de curació de les ferides
Les cèl·lules també poden utilitzar-se per a estimular el creixement dels teixits humans. En un adult, el teixit danyat és molt sovint reemplaçat per una cicatriu. La cicatriu es caracteritza per una estructura desendreçada de col·lagen, per la pèrdua de fol·licles pilosos i per l'estructura vascular irregular. En el cas del teixit fetal danyat, però, la ferida és reemplaçada per teixit normal gràcies a l'activitat de les cèl·lules mare. Un possible mètode per a la regeneració de teixits en adults consisteix a posar aquestes cèl·lules mare de manera que facin de “llavors” dins un substrat tissul·lar que actuï com a “sòl”. El teixit “sòl” es trobaria a la ferida, i l'objectiu del tractament seria estimular la diferenciació de les cèl·lules mare perquè es tornessin cèl·lules similars a les del teixit danyat. Aquest mètode dona lloc a una resposta regenerativa més similar a la curació de ferides en el fetus que al procés de curació típic d'un adult, amb la corresponent formació de cicatriu. Encara s'investiga en diferents aspectes del teixit “sòl”, de tal manera que aquest condueixi a la regeneració en cas que sigui necessari.

### Infertilitat
Gràcies a l'anàlisi genòmica, se sap que els cultius de cèl·lules embrionàries humanes en fibroblasts ovàrics porcins (POF – porcine ovarian fibroblasts) desactivats mitòticament provoquen la diferenciació cap a cèl·lules germinals, precursores dels gàmetes. Ja s'ha estimulat cèl·lules humanes embrionàries per a formar cèl·lules similars als espermatozoides. Aquestes cèl·lules encara neixen deformades i danyades, però tenen el potencial de tractar l'azoospèrmia en un futur.

## Assajos clínics
El 23 de gener de 2009, l'Administració de Drogues i Aliments (FDA) dels EUA, autoritzà a Geron Corporation per a iniciar el primer assaig clínic d'una teràpia per a éssers humans basada en cèl·lules mare embrionàries. L'assaig avaluarà el GRNOPC1, cèl·lules progenitores dels oligodendròcits derivades de cèl·lules mare embrionàries, en pacients amb lesions medul·lars greus.
A mitjans de 2010 ja s'havien registrat centenars d'assajos clínics que haguessin implicat l'ús de cèl·lules mare.

## Ús de cèl·lules mare en animals

### Aplicacions en veterinària

#### Contribucions potencials a la medicina veterinària
Les investigacions que s'estan donant actualment en cavalls, gossos i gats pot beneficiar el desenvolupament de tractaments amb cèl·lules mare en medicina veterinària i pot estar dirigida a una gran diversitat de malalties i lesions com ara infarts de miocardi, ictus cerebral, problemes als tendons i als lligaments, artrosi, osteocondrosi i distròfia muscular tant en animals grossos com en persones.

Tot i que la investigació en teràpies basades en les cèl·lules generalment reflecteix necessitats mèdiques humanes, l'alt grau de freqüència i la severitat de certes lesions en cavalls de carreres ha posat la veterinària al front d'aquest nou apropament a la medicina des del punt de vista regeneratiu.
Els animals de companyia serveixen com a models clínics rellevants per la seva similitud als malalts humans pel que fa a la seva condició.

#### Desenvolupament de models de tractament regeneratiu
Les aplicacions veterinàries de les teràpies amb cèl·lules mare com a mitjà per a la reparació de teixits han estat molt condicionades per la recerca que s'inicià amb l'ús de cèl·lules mare mesenquimàtiques per a tractar animals amb lesions o defectes que afectessin l'os, el cartílag, els lligaments i/o els tendons.

Com que les cèl·lules mesenquimàtiques es poden diferenciar en cèl·lules que donin lloc a os, cartílag, tendons i lligaments (i a músculs, greix i altres teixits), aquestes són el tipus majoritari de cèl·lules mare estudiades en el tractament de malalties que afectin aquests teixits.

Les cèl·lules mesenquimàtiques es deriven majoritàriament del teixit adipós o de la medul·la òssia. Ja que l'elevada resposta immunitària pot acabar comportant el rebuig de cèl·lules exògenes en trasplantaments (excepte en el cas de cèl·lules derivades d'individus pròxims genèticament), les cèl·lules mesenquimàtiques normalment es deriven del pacient abans de la injecció en un procés conegut com a autotrasplantament.
La reparació quirúrgica de fractures òssies en gossos i ovelles ha demostrat que els empelts de cèl·lules mesenquimàtiques derivades d'un donant genèticament diferent de la mateixa espècie, anomenat trasplantament al·logènic no provoca una resposta immunitària en l'animal receptor i pot ser un mitjà per regenerar l'os en fractures i defectes ossis de caràcter major.
Les cèl·lules mare poden accelerar la reparació d'ossos en fractures i defectes que normalment requeririen un empeltament extensiu, donant a pensar que l'ús de cèl·lules mesenquimàtiques també pot proveir una alternativa molt útil a les tècniques d'empelt convencionals.
Tractar lesions de tendons i lligaments en cavalls utilitzant cèl·lules mare, tant derivades de teixit adipós com de medul·la, té molt de suport en la literatura veterinària.

Malgrat que encara són necessaris més estudis per a caracteritzar l'ús de teràpies basades en les cèl·lules per a tractar fractures, es creu que les cèl·lules mare poden aconseguir reparar el teixit ossi per cinc mecanismes primaris: 1) proporcionant un efecte antiinflamatori, 2) dirigint-se cap als teixits danyats i “reclutant” altres cèl·lules, com ara les cèl·lules progenitores cèl·lules endotelials que són necessàries per al creixement del teixit. 3) afavorint la remodelació tissul·lar per sobre de la formació de cicatrius, 4) inhibint l'apoptosi i 5) diferenciant-se en os, cartílag, tendó i lligament.

#### Significació dels microentorns de cèl·lules mare
El microentorn en què es trasplanten les cèl·lules mare altera significativament la capacitat de les cèl·lules empeltades de recuperar-se i reparar-se. El microentorn proporciona factors de creixement i altres senyals químics que guien la diferenciació adient de les poblacions de cèl·lules trasplantades i les dirigeixen als llocs afectats per la malaltia o la lesió que es pretén curar. La reparació i recuperació pot estar mediada per tres mecanismes primaris: 1) formació i “reclutament” de noves cèl·lules sanguínies cap a la zona danyada; 2) prevenció de l'apoptosi i 3) supressió de la inflamació.
Per enriquir encara més el subministrament de sang a les zones afectades i regenerar-ne el teixit, el plasma ric en plaquetes es pot utilitzar conjuntament amb el trasplantament de cèl·lules mare.
L'eficàcia d'algunes poblacions de cèl·lules mare també pot estar afectada pel mètode de subministrament, per exemple, per a regenerar teixit ossi les cèl·lules mare normalment són introduïdes en una plataforma on ja han produït els minerals necessaris per a la generació d'ossos funcionals.